# Liste der Monuments historiques in Fouchères-aux-Bois
Die Liste der Monuments historiques in Fouchères-aux-Bois führt die Monuments historiques in der französischen Gemeinde Fouchères-aux-Bois auf.

## Liste der Objekte
| Bezeichnung               | Beschreibung                                                                                                 | Standort                        | Kennzeichnung | Schutzstatus | Datum | Bild |
| ------------------------- | --- | ------------------------------- | ------------- | ------------ | ----- | ---- |
| Skulptur Madonna mit Kind | Stein, farbig gefasst, 18. Jahrhundert                                                                       | in der Kirche St-Laurent (Lage) | PM55001861    | Inscrit      | 1993  |      |
| Pietà                     | Stein, farbig gefasst, 16. Jahrhundert                                                                       | in der Kirche St-Laurent (Lage) | PM55000249    | Classé       | 1969  |      |
| Zwei Heiligenskulpturen   | Stein, farbig gefasst, 18. Jahrhundert                                                                       | in der Kirche St-Laurent (Lage) | PM55001862    | Inscrit      | 1993  |      |
| Krankenziborium           | Metall, versilbert, Ende des 18. Jahrhunderts; im Centre départemental d’art sacré in Saint-Mihiel deponiert | in der Kirche St-Laurent (Lage) | PM55001863    | Inscrit      | 1993  |      |